# 聖伯多祿主教座堂 (貝爾法斯特)

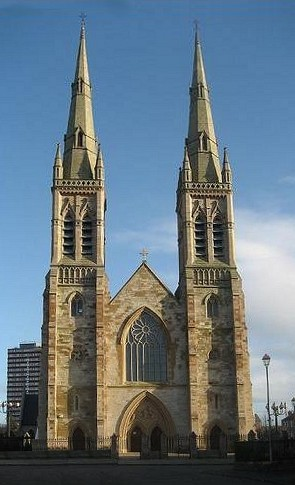

聖伯多祿主教座堂（英語：St Peter's Cathedral）是位於英國北愛爾蘭貝爾法斯特的一座羅馬天主教的教堂，是天主教唐暨康納教區的主教座堂。教堂於1866年10月14日開始使用。

## 外部連結
- A picture of the cathedral.
- Official Site （页面存档备份，存于）

54°35′56″N 5°56′40″W / 54.599°N 5.9444°W